# Compagnie centrale de construction
 (août 2018).
Pour les articles homonymes, voir Germain.

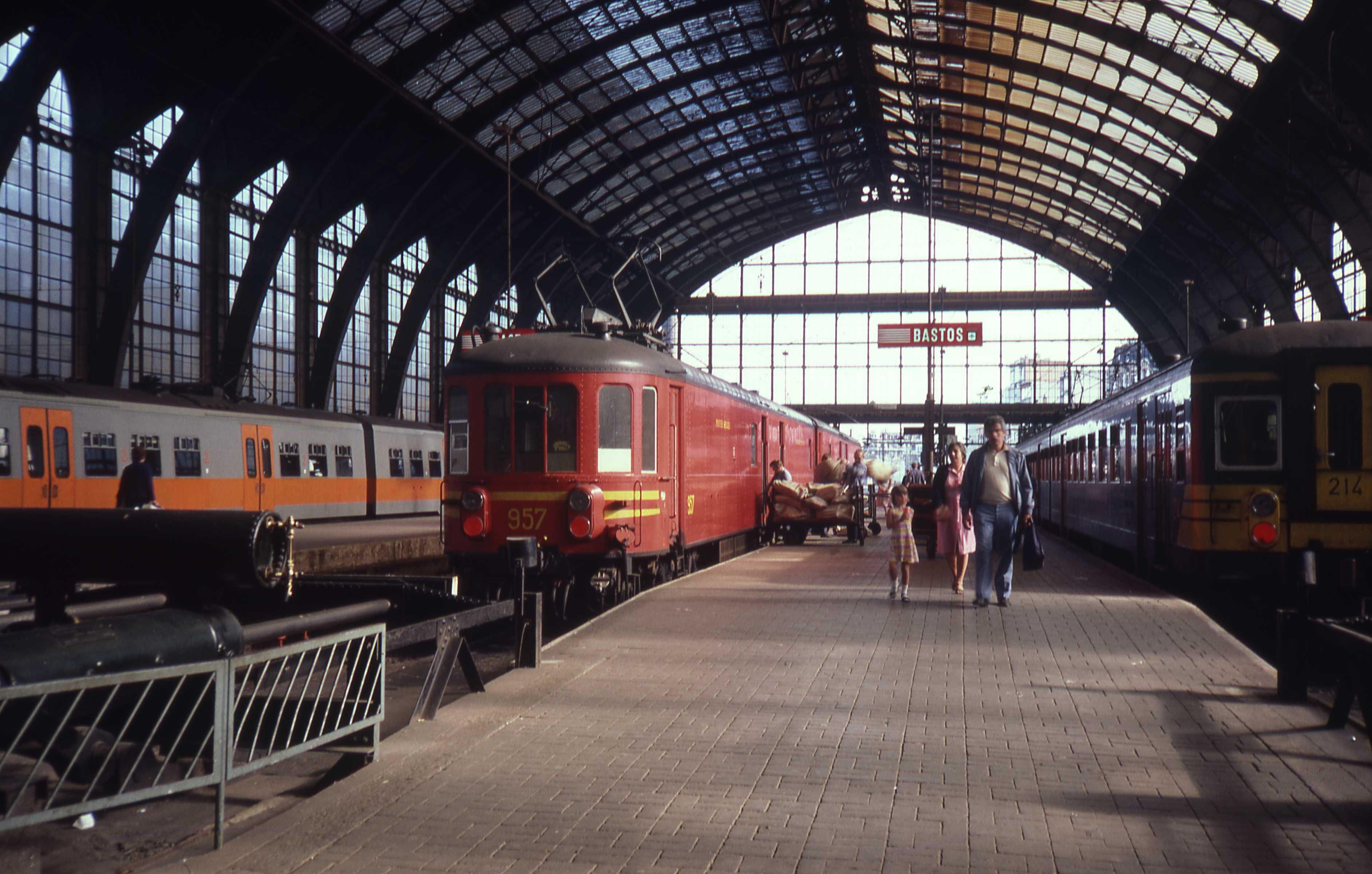
La verrière monumentale de la gare d'Anvers-Central, produite par la CCC.

La S.A.  Compagnie centrale de construction était une fonderie et atelier de construction métallique belge créée en 1871 par Pierre-Joseph Hiard (qui était contremaître à la Fabrique de Fer d'Ougrée) et Adolphe Dechamps.
La société a successivement porté les noms Hiard, Dechamps fils et Compagnie puis Compagnie Centrale pour la Construction et l'Entretien du Matériel de Chemin de Fer. Le nom définitif fut adopté en 1877 après le départ d'Adolphe Dechamps.
En 1881, Pierre-Joseph Liard décède et son fils, le sénateur Léon Hiard prend le relais et assure un large développement à l'entreprise qui écoule ses produits à l'international.

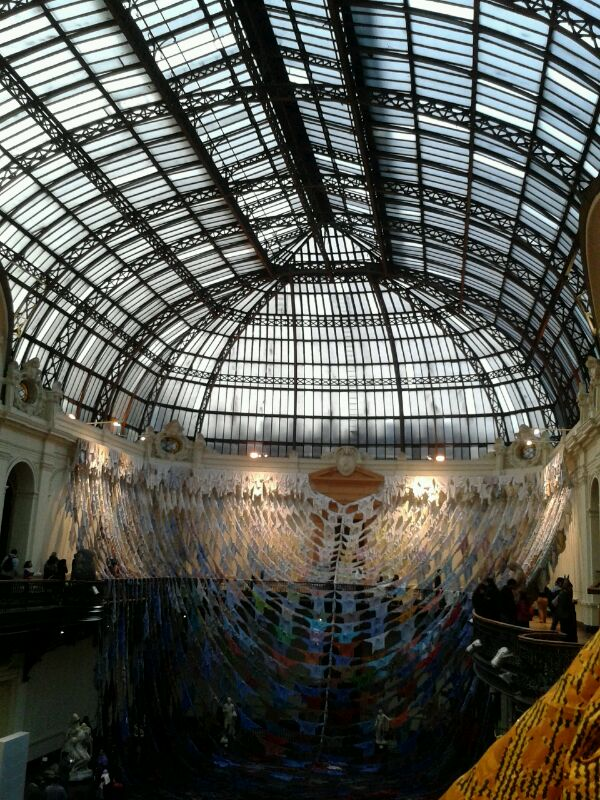
La verrière du Musée national des beaux-arts de Santiago.

Entre 1895 et 1989, elle assemble la structure métallique de la verrière de la gare d'Anvers-Central.
Elle exporta également un grand nombre d'ouvrages en Amérique du Sud, notamment un pont métallique de 208 m à Quixeramobim (Brésil), la structure de la coupole du Théâtre Amazonas de Manaus ou encore la verrière du Musée national des beaux-arts de Santiago.
Dans les années 1930, la société a livré à la SNCB une partie des premières séries de voitures voyageurs en métal : L et M1.
La crise des années 1930 limite les investissements dans l'outil, les dégâts encourus lors du second conflit mondial et la concurrence des entreprises nord américaine après le conflit conduisent à la fermeture de l'entreprise en 1961.